# 瀛涯胜览

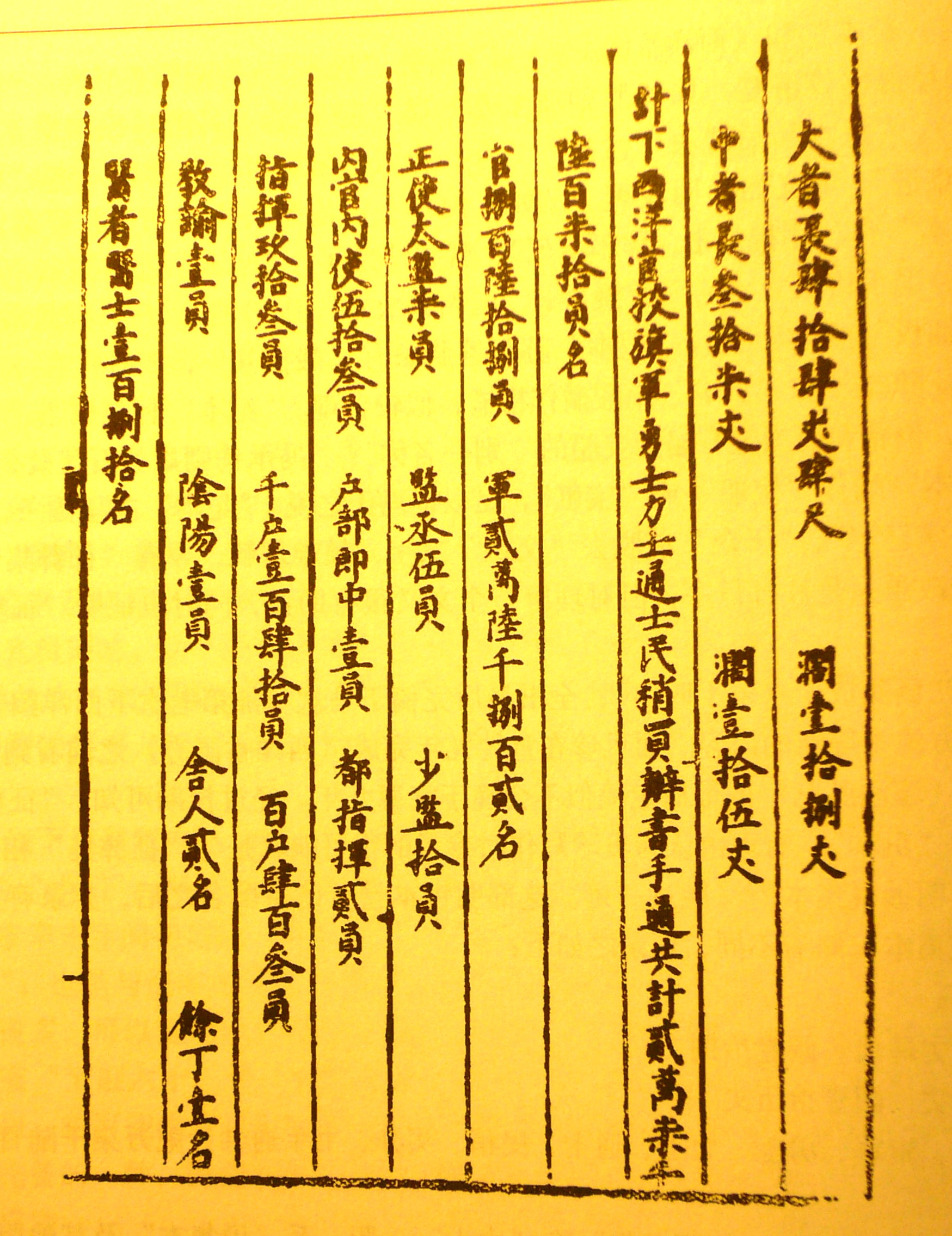
《瀛涯胜览》明抄本《三宝征夷集本》

《瀛涯胜览》明马欢著，成书于景泰二年（1451年）。马欢字宗道、汝钦，号会稽山樵，浙江会稽（今绍兴）回族人；明代通事(翻译官)，通阿拉伯语，曾随郑和于永乐十一年（1413年）、永乐十九年（1421年）和宣德六年（1431年）三次下西洋。马欢将郑和下西洋时亲身经历的二十国的航路、海潮、地理、国王、政治、风土、人文、语言、文字、气候、物产、工艺、交易、货币和野生动植物等状况纪录下来，从永乐十四年(1416年)开始著书《瀛涯胜览》，经过35年修改和整理在景泰二年定稿。

## 内容
《瀛涯胜览》明钞本《说集》本是现存二十余种版本中比较完善的版本，目录如下：
- 瀛涯胜览序 会稽山樵
- 诸番国名
- 宝船与人员（据《说集》本[註 1]）
- 占城国
- 爪哇国
- 旧港国
- 暹罗国
- 满剌加国
- 哑鲁国
- 苏门答剌国
- 那孤儿国
- 黎代国
- 南浡里国
- 锡兰国
- 小葛兰国
- 柯枝国
- 古里国
- 溜山国
- 祖法儿国
- 阿丹国
- 榜葛剌国
- 忽鲁谟斯国
- 天方国
  - 附录一至四，《国朝典故》钞本全文、说集本全文、淡生堂本全文，《艺海汇函》钞本序文
  - 附录五至七：有关材料
  - 附录七：茅元仪《武备志·郑和航海图》

## 意义
- 郑和七下西洋，前后29年，可惜原始的航海纪录早已遗失，幸好前后随郑和下西洋的马欢、费信、巩珍三人都将见闻纪录著书，他们各自著的《瀛涯胜览》、《星槎胜览》、《西洋番国志》便成为研究郑和以及明代中外交通历史的第一手资料，其中以《瀛涯胜览》对于15世纪初南洋各国和一些阿拉伯国家的国王、民俗、物产等纪载详细，被各国学者公认为三书中最重要的一部书。
- 《瀛涯胜览》的纪述比《明史》中相关的纪述详细。
- 《瀛涯胜览》中对一国家的民俗描写细致入微，被各国学者公认为重要的史料，被广泛引用。例如在《暹罗国》一章中关于青年男子切割阳物外皮，嵌入十几颗锡珠，富人则嵌空心金珠，内嵌细沙，行动有声一段，比《西洋番国志》中的文字详细的多，《星槎胜览》对此一字不提。欧洲一些旅行家也记述过这个民俗，但不如马欢详细。
- 《瀛涯胜览》中关于印度及其周边国家的，有榜葛刺国、锡兰国、小葛兰国、柯枝国、古里国等纪录；而且很多南洋国家和地区都有梵文名字，说明古代印度对这些国家的影响；这都是研究印度历史的重要文献。印度歷史學家阿塔尔·阿里（英语：M. Athar Ali）教授說：“如果没有法显、玄奘和马欢的著作，重建印度历史是完全不可能的。”

## 版本
《瀛涯胜览》的版本很多，现存世界各国图书馆。研究《瀛涯胜览》版本流源的学者包括荷兑温达、美柔克义、向达、法伯希和、冯承钧、英米尔斯、万明等。

### 钞本
已知的《瀛涯胜览》钞本包括
- 《艺海汇函》钞本二卷 郭崇礼改编,明正德二年（1507年），藏南京图书馆
- 《国朝典故》钞本 明嘉靖二十一年（1542年），现存北京中国国家图书馆。
- 《三宝征夷集》明钞本 现藏中国国家图书馆。
- 《说集》晚明钞本 现藏中国科学院图书馆。
- 《淡生堂》《征信从录》钞本 现藏福州市 福建省图书馆
- 《天一阁》钞本
- 《纪录汇编》1617年刻本的钞本，藏大英博物馆、华盛顿美国国会图书馆、荷兰莱德大学

### 刻本
- 《瀛涯胜览集》刻本 张升删节 明嘉靖元年1522年
- 《国朝典故》刻本
- 《张文喜公文集》刻本
- 《纪录汇编》刻本 明万历四十五年1617年
- 《宝颜堂秘笈》刻本 1620年
- 《广百川学海》刻本 1633年
- 《胜朝遗事》刻本 清道光二十二年1842年
- 《天下名山胜概纪》刻本 藏巴黎汉学院

## 源流
学者们认为《瀛涯胜览》的钞本、刻本可以归纳为马欢足本系列和删节本系列。
删节本《瀛涯胜览》系统约有十几种，都缺少宝船大小和宝船人员的资料，可能被郭崇礼和张升删除了。
- 《瀛涯胜览》马欢初稿（1416年）（已佚失）
  - 《艺海汇函》钞本二卷，郭崇礼删节，明正德二年（1507年）
  - 《瀛涯胜览集》刻本，张升删节，明嘉靖元年（1522年）
  - 《国朝典故》钞本，明嘉靖二十一年（1542年）
    - 《国朝典故》刻本

《瀛涯胜览》定稿系统中的三个钞本《征夷》、《说集》和《淡生堂》都有宝船大小和宝船人员的资料。《明史 郑和传》中的宝船大小，和《瀛涯胜览》定稿系统相符。
- 《瀛涯胜览》马欢定稿（1451年）（已佚失）
  - 《三宝征夷集》明钞本
  - 《说集》晚明钞本 现藏中国科学院图书馆。
  - 《淡生堂》《征信从录》钞本 现藏福州市 福建省图书馆
    - 《纪录汇编》刻本 明万历四十五年1617年

## 书目
《瀛涯胜览》有两种校注本：
- 马欢著 冯承钧校注 《瀛涯胜览校注》 商务印书馆 1935；1955 中华书局重印（缺宝船与人员资料）
- 明 马欢原著 万明校注 明钞本 《瀛涯胜览》校注 海洋出版社 2005 ISBN 7-5027-6378-3（宝船与人员资料完整）

## 译本
- Ma Huan：Ying yai sheng lan （The Overall survey of the ocean shores），trans. with notes by J.V.G. Mills, Cambridge University Press, Published for the Hakluyt Society, 1970. (根据冯承钧校注的《瀛涯胜览校注》翻译，缺少宝船与人员资料).
- Ma Huan：Ying yai sheng lan （The Overall survey of the ocean shores），trans. with notes by J.V.G. Mills, Cambridge University Press, translated from the Chinese text edited by Feng Chen jun. with Mao K'un Chart, White Lotus Press, Bangkok 1997. ISBN 974-8496-78-3
- Foreign Notices of South India: From Megasthenes to Ma Huan, K. A. Nilakanta, University of Madras 2001.
- ［日］小川博 译注《瀛涯胜览》，1998.

### 引用
1. ↑  邱克 《郑和宝船尺寸记载的可靠性》，载《郑和下西洋研究文选》644页，海洋出版社，2005年，ISBN 7-5027-6377-5